# Václav Ježek
Václav Ježek (1 de octubre de 1923-27 de agosto de 1995) fue un entrenador de fútbol checo, preparador de la selección de Checoslovaquia en la Eurocopa 1976 en la que se proclamó ganadora del campeonato.

## Carrera profesional
Ježek tuvo una modesta carrera como futbolista en clubes menores del fútbol checoslovaco como el SK Jaroměř, Spartak Hradec Králové y Slávie Banská Bystrica. En 1959 comenzó a entrenar a los juveniles del Dukla Praha, uno de los clubes más poderosos del país.
Alcanzó el puesto de entrenador del Sparta Praga por primera vez en 1964, pasando a transformar el equipo y ganar dos títulos checos, en 1965 y 1967. Después de este éxito, dejó Checoslovaquia y se trasladó a los Países Bajos. De 1969 a 1972, entrenó al ADO Den Haag, llevándolos al tercer lugar en la liga neerlandesa, antes de asumir el cargo de entrenador en jefe de la selección checoslovaca. Creó un nuevo equipo de talentosos jugadores, entre ellos Ivo Viktor, Alexander Vencel, Antonín Panenka, Ladislav Jurkemik, Zdeněk Nehoda, Anton Ondruš, Jaroslav Pollák y Ján Pivarník. El equipo ganó el Campeonato de Europa de 1976, venciendo a Alemania Occidental en una tanda de penaltis en la final, pero, sorprendentemente, no se clasificaron para la Copa del Mundo de 1978. Ježek fue sustituido como entrenador en jefe por su asistente Jozef Vengloš.
Ježek volvió a los Países Bajos en 1978 como entrenador del Feyenoord. Su mejor nivel en liga con el club de Róterdam fue segundo en 1979. Al salir de Feyenoord en 1982, Ježek fue dos veces entrenador del Sparta Praga de nuevo en la siguiente década, y comenzó un largo período de éxito para el club, ganando el título checo varias veces. En 1993, se convirtió en el entrenador provisional del equipo nacional checoslovaco, formado después de la división de la República Checa y Eslovaquia en noviembre de 1992, en las eliminatorias para la Copa del Mundo 1994. Durante la década de 1990, también continuó como miembro de la gestión del Slavia Praga. También entrenó al FC Zürich.
Ježek murió en Praga en 1995, a la edad de 71 años.
| Predecesor: Helmut Schön 1972 | Entrenador campeón de la Eurocopa 1976 | Sucesor: Jupp Derwall 1980 |